# Ambrogio Baira
Ambrogio Baira (Germignaga, 27 ottobre 1923 – Milano, 11 novembre 2004) è stato un calciatore italiano, di ruolo centrocampista.

## Carriera
Giocò in Serie A con il Novara. Con 231 gare disputate in massima serie, detiene il record di presenze in Serie A con la maglia del Novara.

## Palmarès
- Campionato italiano di Serie B: 1

Novara: 1947-1948